# Tarna Mare
Tarna Mare – wieś w Rumunii, w okręgu Satu Mare, w gminie Tarna Mare. W 2011 roku liczyła 1951 mieszkańców.